# Negenkruidenspreuk
De Negenkruidenspreuk (Engels: Nine Herbs Charm of Nine Worts Galdor) is een Oudengelse magische spreuk die in het 10e-eeuwse Lacnunga-manuscript staat.
De spreuk is bedoeld voor de behandeling van vergiftiging en infecties door de bereiding van negen kruiden tot een zalf. De spreuk moet daarbij zowel tijdens de bereiding van de zalf als voor het aanbrengen ervan gereciteerd worden.
Het gedicht bevat zowel christelijke elementen als elementen die verwijzen naar Germaans polytheïsme, waaronder vermelding van de Germaanse oppergod Wodan.

## Inhoud van de spreuk
De tekst bestaat uit verschillende delen: hij begint met een kruidenbezwering en een opsomming van de ziekten waartegen het middel helpt, dan volgt de eigenlijke spreuk en de tekst eindigt met het recept voor de bereiding van de bijbehorende zalf.

### Deel 1: de kruiden
Negen kruiden worden op volgorde toegesproken en hun werking opgesomd. Dit laatste gebeurt vaak door analogieën: de veerkracht van de weegbree langs de rand van de wegen wordt ook van toepassing geacht bij gif en ontstekingen:
| Ond þu, wegbrade, wyrta modor, eastan openo, innan mihtigu; ofer ðe crætu curran, ofer ðe cwene reodan, ofer ðe bryde bryodedon, ofer þe fearras fnærdon. Eallum þu þon wiðstode and wiðstunedest; swa ðu wiðstonde attre and onflyge and þæm laðan þe geond lond fereð. Vertaling: En jij, weegbree, moeder der kruiden, geopend naar het oosten, van binnen machtig; Karren reden over je heen, koninginnen reden over je heen, boven jou weenden bruiden, snoven ossen. Allen weersta je en weerstond je; zo weersta je ook gif en ontsteking en de gehate die over het land rijdt. (Vers 7-13) |

Volgens de spreuk moeten de kruiden helpen tegen het gif van slangen en tegen ontstekingen.
Slechts een deel van de kruiden is eenduidig geïdentificeerd:
| Naam                                     | Nieuwengels                          | Latijn                                                      | Nederlands                 |
| ---------------------------------------- | ------------------------------------ | ----------------------------------------------------------- | -------------------------- |
| mucgwyrt                                 | Mugwort                              | Artemisia vulgaris                                          | bijvoet                    |
| wegbrade                                 | Plantain                             | Plantago maior                                              | weegbree                   |
| stune (lombescyrse in het receptdeel)    | Lamb's cress                         | Cardamine hirsuta                                           | kleine veldkers            |
| of                                       | Corn salad                           | Valerianella locusta                                        | veldsla                    |
| of                                       | Watercress                           | Nasturtium officinale of beter Rorippa nasturtium-aquaticum | waterkers                  |
| stiðe (netelan in het receptdeel)        | Nettle                               | Urtica dioica en Urtica urens                               | grote en kleine brandnetel |
| attorlaðe                                | Betony, ook bishopswort of woundwort | Stachys betonica, Betonica officinalis                      | koortskruid                |
| of                                       | Black nightshade                     | Solanum nigrum                                              | zwarte nachtschade         |
| of                                       | Viper's Bugloss                      | Echium vulgare                                              | slangenkruid               |
| of                                       | Cock's spur grass                    | Panicum crus galli of liever Echinochloa crus galli         | Europese hanenpoot         |
| mægðe                                    | Chamomile, ook mayweed of maythe     | anthemis cotula                                             | kamille                    |
| wergulu (wudusuræppel in het receptdeel) | Crab-apple of wood-sour apple        | Pyrus malus of Malus sylvaticus                             | wilde appel                |
| fille                                    | Chervil                              | Anthriscus cerefolium                                       | echte kervel               |
| finule                                   | Fennel                               | Foeniculum vulgare                                          | venkel                     |

### Deel 2: hogere machten en werkzaamheid
In het volgende, epische deel van de tekst wordt onder andere verhaald hoe Wodan een slang in negen stukken sloeg. Dit is een van de twee vermeldingen van Wodan in de Oudengelse poëzie. De andere staat in Maxims I in het Exeter Book.
| Wyrm com snican, toslāt he man, ða genam Wōden VIIII wuldortānas, slōhða þa næddran, þæt heo on VIIII tofleah. Vertaling: Een slang kwam aangeslopen, en beet een man, toen nam Wodan 9 roemtwijgen, sloeg daarmee het serpent, zodat het in 9 (stukken) uiteenvloog. (Vers 31-33) |

Daarnaast wordt God genoemd als schepper van de kruiden venkel en kervel en Christus als de genezer van erge ziekten.
In formule-achtige herhalingen worden vervolgens de 9 soorten gif en 9 ziekten genoemd waartegen de kruiden moeten helpen.
In dit tweede deel van de tekst komt het karakter van de oud-Germaanse toverspreuk het meest aan de oppervlakte.

### Deel 3: uitdrijving
Het poëzie-deel van de tekst eindigt met de bezwering waardoor het gif of ziekte het lichaam moet verlaten. Dit deel is in ik-vorm geschreven.

### Deel 4: recept
Het laatste deel van de tekst, het recept, is in proza is geschreven. Het geeft een handleiding hoe de negen kruiden bereid moeten worden en hoe de zo ontstane zalf moet worden toegepast. De kruiden (waarvan enkele hier een andere benaming hebben) moeten tot stof worden vermalen en worden vermengd met oude zeep en appelsap. Daarna moet een pasta worden gemaakt van water en as, waarin vervolgens venkel wordt meegekookt. Hiermee moet de wond (?) worden warmgemaakt voor- en nadat de zalf wordt aangebracht.
Degene die de zalf maakt en aanbrengt moet de spreuk driemaal opzeggen bij elk kruid voordat hij ze verwerkt en bij de appel. Ook moet hij het driemaal zingen gericht in de mond van de zieke, in zijn beide oren en op de wond vóór hij de zalf aanbrengt.

## Spreuk en wetenschap
Een belangrijke onderzoeksvraag is de precieze identificatie van de genoemde kruiden. Vaak gaat men uit van de gelijkenis van de namen met moderne namen of gelijkenis qua verwerking en medicinale werking. Sommige van de genoemde planten (zoals brandnetel, kamille, bijvoet en kervel) staan nog steeds bekend om hun geneeskrachtige werking.
Daarnaast vormen de mythologische elementen onderwerp van wetenschappelijk onderzoek. In het bijzonder staat de omschrijving van God als "hangende" (þa he hongode, vers 38) in de belangstelling. Binnen de christelijke context zou dit op Christus slaan die aan het kruis hangt. Sommige onderzoekers zien echter een parallel met Odin, de Noordse variant van Wodan, die, volgens de Hávamál, na negen nachten in de Yggdrasil te hebben gehangen, het geheim van de runen leerde kennen.